# Ardops nichollsi
Ardops nichollsi é uma espécie de morcego da família Phyllostomidae. Pode ser encontrada nas Pequenas Antilhas: Antígua e Barbuda; Dominica; Guadalupe; Martinica; Montserrat; Saba (Antilhas Holandesas); São Cristóvão e Névis; Santa Lúcia; São Vicente e Granadinas. É a única espécie do gênero Ardops.